# 毕宿增十
金牛座58，又名BD+14 682，HD 27459、SAO 93876、HR 1356，是金牛座的一颗恒星，视星等为5.26，位于銀經179.67，銀緯-24.01，其B1900.0坐标为赤經4h 14m 55.9s，赤緯+14° -24.01′ 21″。